# Eusterinx rufula
Eusterinx rufula là một loài tò vò trong họ Ichneumonidae.